# Albert Wittenbergplein
Het Albert Wittenbergplein is een plein in Amsterdam-Oost.

## Geschiedenis en ligging
Deze open ruimte in de Transvaalbuurt komt al voor in het Plan-Zuid van Hendrik Petrus Berlage. Het ligt ingeklemd tussen de President Brandstraat (noordwest en zuidwest), Joubertstraat (zuidoost) en Christiaan de Wetstraat (noordoost). De open ruimte bleef naamloos verbonden aan de Joubertstraat. In de buurt woonden in de jaren dertig veel Joden die de Jodenbuurt waren ontvlucht vanwege de (te) slechte woningen, maar ook Duitse vluchtelingen. Tijdens de Tweede Wereldoorlog werden ze opgepakt of opgeroepen om snel daarna op deportatie te worden gezet naar concentratiekampen en vernietigingskampen. De achtergelaten woningen werden bewoond door nieuwe bewoners of werden geheel leeggeroofd (houtroof).
Het plein kent geen huisnummers en ontbeert dus ook een postcode. Er zijn wel gebouwen rondom het plein, maar deze hebben adressen aan de omringende straten.

## Naamgeving
De familie Wittenberg woonde op President Brandstraat 32 (2 hoog). Het echtpaar Albert Leonard Wittenberg (Paramaribo, 14 april 1909 - Gardelegen, 13 april 1945) en Janna Hendrika Jetten (Amsterdam, 1 oktober 1911 – aldaar 8 september 1995) was op 28 juni 1933 getrouwd en hadden twee kinderen: Albert Leonard en Janna Christina (Tine). In dezelfde straat op huisnummer 18 woonde de familie Sarlui.  Louis Sarlui (Amsterdam, 8 juli 1910 – Auschwitz, 30 juni 1943) en Schoontje Vleesdrager (Amsterdam 14 juni 1912 – Auschwitz, 3 september 1943) hadden een dochter Betty. Louis was al vroeg tijdens die oorlog tewerkgesteld in een werkkamp; Schoontje Sarlui moest zich begin 1943 melden in de Hollandse Schouwburg. Ze gaf haar dochter aan haar vriendin Janna om er “even” voor te zorgen. Schoontje Sarlui is nooit meer thuisgekomen. 
Albert Wittenberg zat zelf ook in het verzet en werd in 1944 opgepakt, opgesloten in het Huis van Bewaring aan de Weteringschans, getransporteerd naar Kamp Vught en vervolgens het Duitse kamp Mittelbau-Dora. Het werkkamp overleefde hij, maar in de paniek bij de Duitsers bij nadering van de Amerikanen wilden ze het personeel van het werkkamp transporteren. De trein kwam vast te zitten tussen de bombardementen en er volgde een dodenmars. De bewakers hebben toen samen met de plaatselijke Hitlerjugend de mannen bijeengedreven in een graansilo. Die graansilo nabij Gardelegen werd even later in brand gestoken; wie probeerde te ontvluchten werd neergeschoten. Wittenberg werd bij die laatste actie omgebracht, de Amerikanen zouden enkele uren later ter plaatse zijn.
Dochter Betty Mock-Rijxman diende rond 2011 een verzoek in om haar pleegouders te laten onderscheiden met Yad Vashem. Een aantal jaren later verzocht ze om een straat naar hetzelfde gezin te vernoemen; dat verzoek werd deels in 2020 gehonoreerd. Daarbij werd ervoor gekozen het plein naar Albert Wittenberg te vernoemen vanwege zijn connectie met het verzet.  Op 30 januari 2020 werd de open ruimte benoemd tot Albert Wittenbergplantsoen. Omdat de open ruimte meer het karakter heeft van een plein, kreeg het op 24 maart 2020 een nieuwe naam Albert Wittenbergplein.

## Inrichting
Al vanaf de inrichting van het plein was hier een speeltuinvereniging gevestigd, eerste privé overgaand in openbaar. In die speelplaats bevinden zich in 2020 twee toestellen naar ontwerp van Aldo van Eyck; er is een iglo en een zandbak te vinden; vermoedelijk geplaatst in de jaren vijftig of zestig, toen speelplaatsen met zijn toestellen bij honderden werden ingericht.

## Monumentje
Midden op het plein staat een monument: 
Ter nagedachtenis aan het bestuur, leden en kinderen dezer speeltuinafdeling die in de jaren 1940-1945 werden gedeporteerd en niet terugkeerden.
 Het bestaat sinds 2007 uit een zuil met plaquette en werd na verplaatsing naar het midden van het plein omringd door vierkanten met tegels waarop kinderen staan afgebeeld (naar een voorstel van buurtkinderen).

## Afbeeldingen

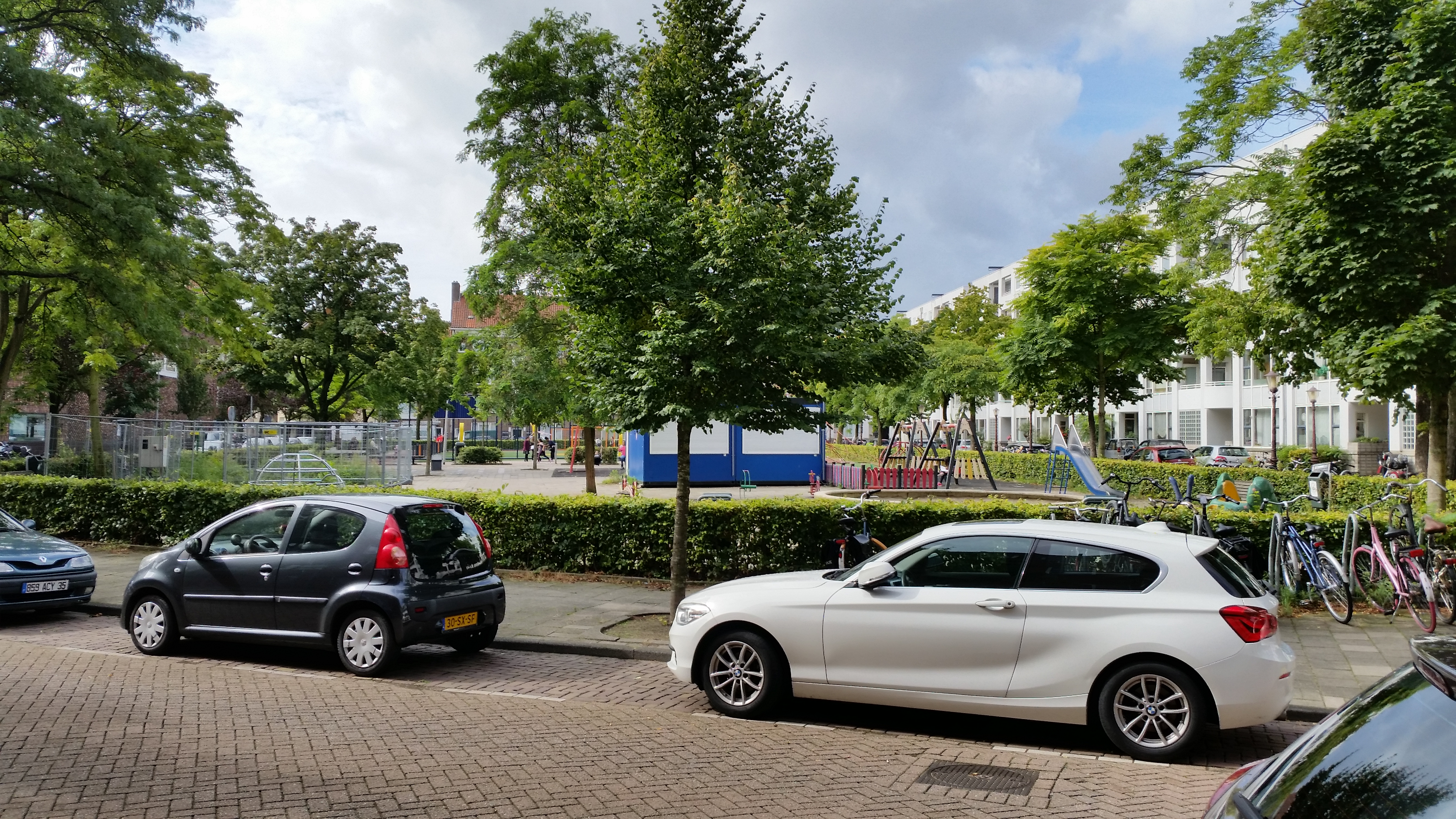
Albert Wittenbergplein gezien vanuit het oosten (september 2020)
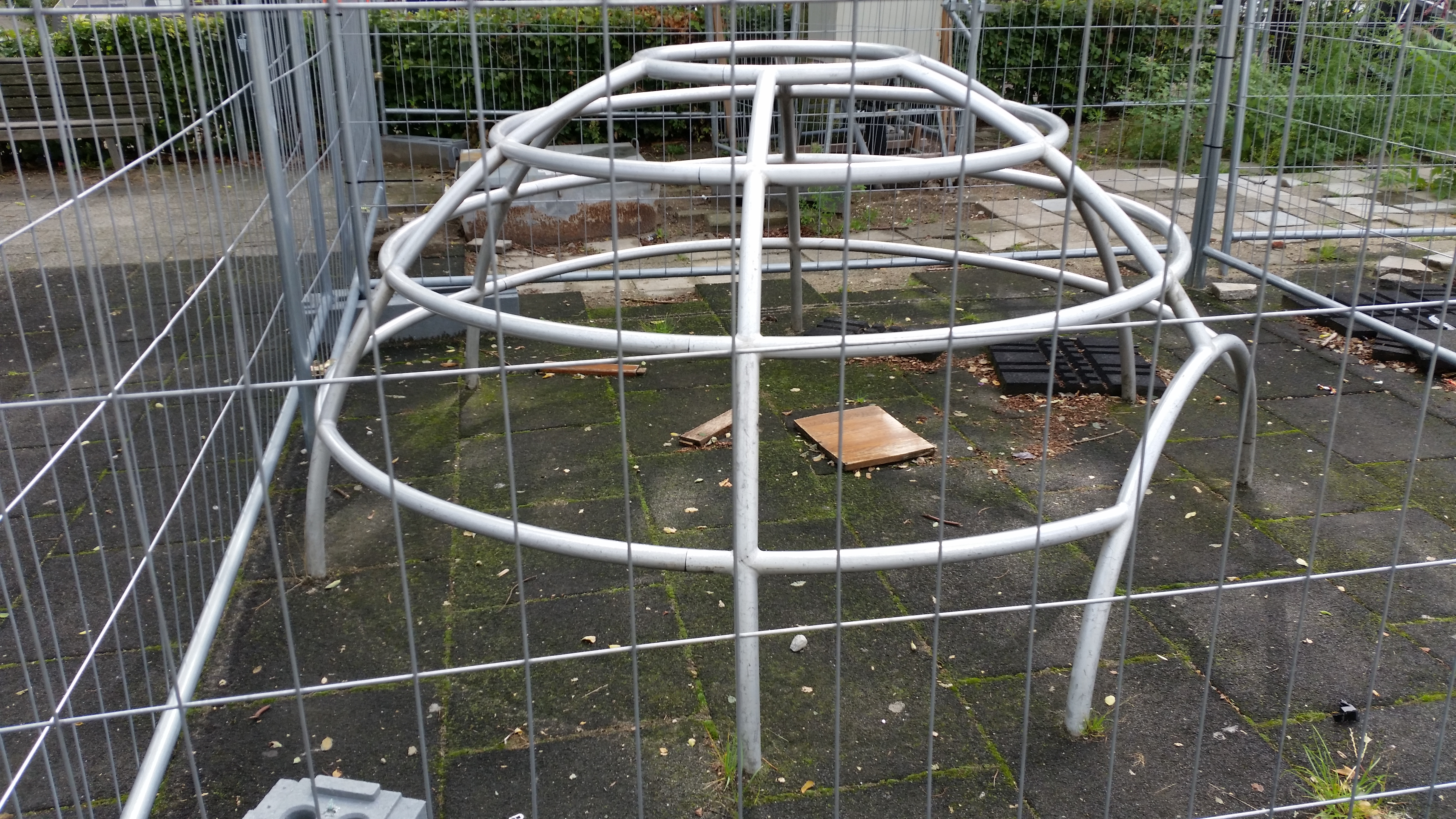
Iglo van Aldo van Eyck achter traliewerk (september 2020)
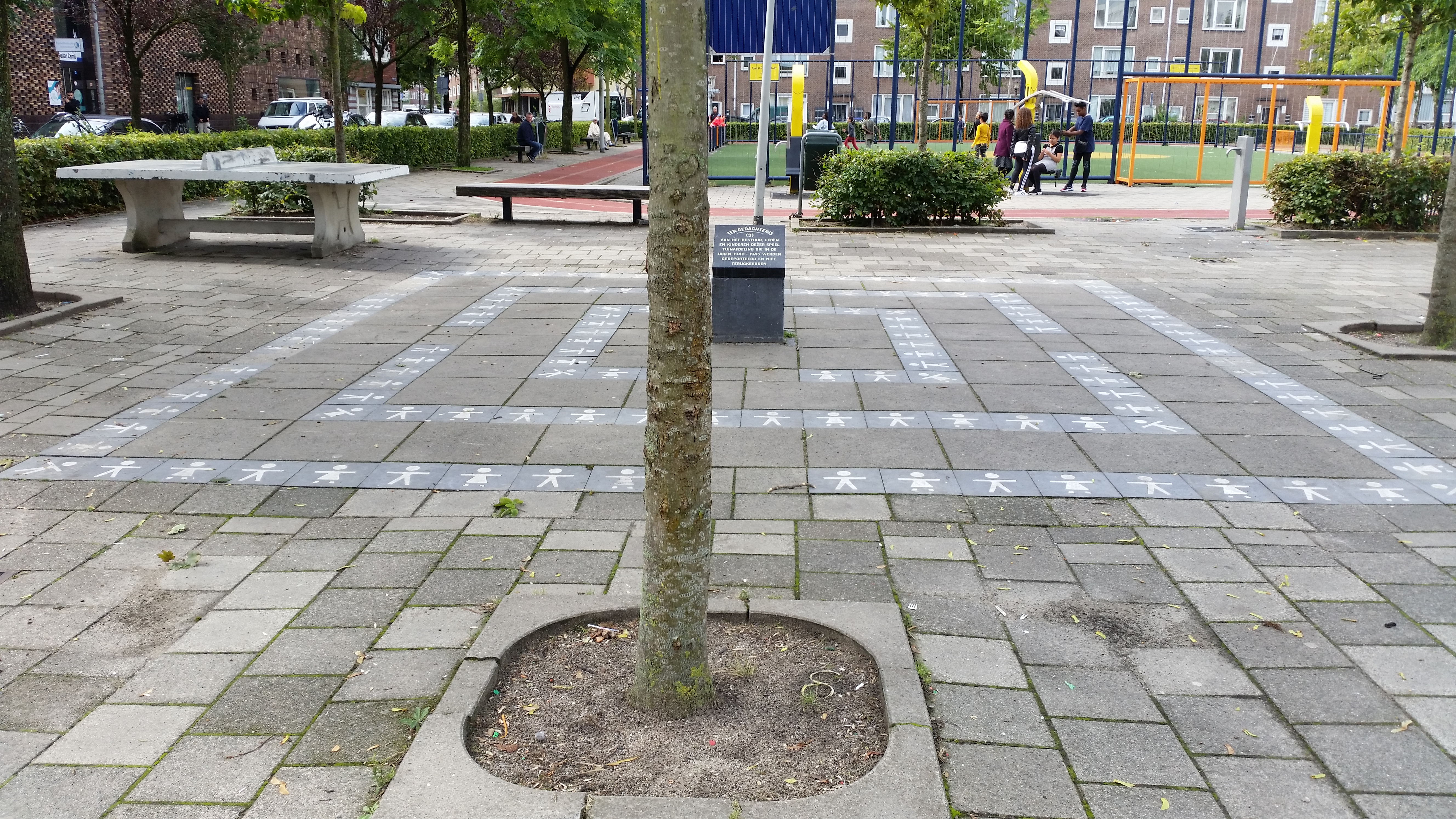
Oorlogsmonument (september 2020)